# NGC 1603
NGC 1603 è una galassia ellittica (o lenticolare) situata nella costellazione dell'Eridano, a una distanza di circa 236 milioni di anni luce dalla nostra Via Lattea.

## Scoperta
La galassia è stata scoperta il 14 gennaio 1849 dal fisico irlandese George Stoney.

## Descrizione
Nella stessa regione di cielo sono presenti anche le galassie NGC 1600, NGC 1601, NGC 1604 e NGC 1606.